# Orehoved
Orehoved er en lille havneby på det nordlige Falster med 450 indbyggere  (2024), beliggende i Nørre Vedby Sogn. Orehoved ligger i Guldborgsund Kommune og hører under Region Sjælland.
Den opstod som stations- og færgeby, da der i 1872 blev etableret en jernbaneforbindelse til Nykøbing Falster og i 1884 en ny havn til jernbanefærgerne. Herved mistede også Gammel Orehoved, vest for havnen, sin betydning. Havnen fungerer som i dag som erhvervshavn i kommunalt eje.
Rasmus Sigvardt etablerede i 1904 et cykelværksted, som siden blev en motorfabrik og siden igen en fabrik til fremstilling af sprøjter. Fabrikationen er i dag flyttet, men bygningen ligger her stadig på Rasmus Sigvardts Vej.
I byen findes et mindre erhvervsliv med en lille LokalBrugs. LokalBrugsen valgte dog pr. 1. juli 2014 at lukke. I skrivende stund forsøger en gruppe dog at etablere en ny andelbutik "Orehoved landhandel", dette sker på trods af kommunens manglende opbakning, især økonomisk. Gruppen håber dog på engageret opbakning fra lokalbefolkningen og oplandet.
Orehoved blev grundlagt i år 1509, ude ved Orenæs Skov, hvor der lå en lille landsby. Byen er senere blevet revet ned og flyttet til hvor byen er nu.
Det første fyr på Orehoved var blot et fast rødt fyr monteret på en pæl yderst på en jernbanedæmning. I 1895 opførtes det nuværende fyrtårn af beton. Det har lige fra starten af været forsynet med linseapparat. I 1912 blev der monteret blaugasbrænder og der indførtes formørkelser i fyrkarakteren.
Orehoved lige vest for Storstrømsbroen.
I 1872 åbnede Orehoved Station, der fungerede frem til 1982 som et stop på Sydbanen (Falsterbanen).